# Oscar Åberg
Karl Oscar Åberg, född 1 maj 1882 i Norrköping, död 17 september 1952 i Björkö-Arholma, var en svensk skådespelare och inspicient.

## Biografi
Åberg studerade för Johan Lindegren och scendebuterade 1918 som Norberto i operetten Sjökadetten på Oscarsteatern. Under åren 1902–1910 var Åberg körsångare vid Stockholmsoperan, därefter hos Carl Barcklind 1911–1912, hos Albert Ranft 1912–1930 och vid Vasateatern 1930–1931, varefter han hade mera tillfälliga engagemang. 
Han gifte sig 1906 med Svea Johanna Mathilda "Jenny" Lindh (1881-1964), dansös vid Stockholmsoperan. Oscar Åberg var son till målaren Wilhelm Leonard Åberg (1841-1909) och Hedvig Lundell (1847-1937). 

## Filmografi i urval
- 1918 – Thomas Graals bästa barn
- 1920 – Gyurkovicsarna
- 1921 – En vildfågel
- 1923 – Mälarpirater
- 1925 – Öregrund-Östhammar
- 1926 – Lyckobarnen
- 1928 – Janssons frestelse
- 1933 – Giftasvuxna döttrar
- 1934 – Marodörer
- 1934 – Anderssonskans Kalle
- 1936 – Johan Ulfstjerna
- 1936 – Släkten är värst
- 1937 – John Ericsson - segraren vid Hampton Roads
- 1938 – Adolf klarar skivan
- 1938 – Blixt och dunder
- 1939 – Efterlyst
- 1939 – Panik
- 1939 – Valfångare
- 1940 – Swing it, magistern!
- 1940 – Familjen Björck
- 1940 – Med livet som insats
- 1940 – Stål
- 1941 – Fröken Kyrkråtta
- 1941 – Lärarinna på vift
- 1942 – Vårat gäng
- 1942 – Jacobs stege
- 1943 – Elvira Madigan
- 1952 – Snurren direkt

## Teater

### Roller (ej komplett)
| År   | Roll                                   | Produktion                                                                                        | Regi              | Teater        |
| ---- | -------------------------------------- | ------------------------------------------------------------------------------------------------- | ----------------- | ------------- |
| 1917 | Förste kommissarien                    | Kejsarinnan Maria Théresia Leo Fall, Julius Brammer och Alfred Grünwald                           | Oskar Textorius   | Oscarsteatern |
| 1917 | von Merö                               | Csardasfurstinnan Emmerich Kálmán, Leo Stein och Béla Jenbach                                     | Oskar Textorius   | Oscarsteatern |
| 1923 | Andre herrn                            | Gri-Gri Paul Lincke, Heinrich Bolten-Baeckers och Jules Chancel                                   | Elvin Ottoson     | Oscarsteatern |
| 1925 | Brown                                  | Orloff Ernst Marischka och Bruno Granichstaedten                                                  | Nils Johannisson  | Oscarsteatern |
| 1927 | Bolsjevikofficeren                     | Alexandra Albert Szirmai och Franz Martos                                                         | Oskar Textorius   | Vasateatern   |
| 1928 | Abelescu                               | Hennes excellens Michael Krausz, Ernst Welisch och Rudolf Schanzer                                | Oskar Textorius   | Vasateatern   |
| 1928 | Generalen                              | Grevinnan Eva Albert Szirmai och Frans Martos                                                     | Oskar Textorius   | Vasateatern   |
| 1929 | Edward                                 | Katja Jean Gilbert, Leopold Jacobson och Rudolph Österreicher                                     | Oskar Textorius   | Vasateatern   |
| 1929 | Prins Marco Cavarescu                  | Nattkavaljeren Robert Stolz, Alfred Maria Willner och Rudolf Österreicher                         | Oskar Textorius   | Vasateatern   |
| 1929 | Svarta Örnen                           | Rose Marie Rudolf Friml, Herbert Stothart, Otto Harbach och Oscar Hammerstein                     | Gustaf Bergman    | Vasateatern   |
| 1932 | Mindar, medlem av "Röda skuggans band" | Ökensången Oscar Hammerstein, Otto Harbach, Frank Mandel och Sigmund Romberg                      | Nils Johannisson  | Oscarsteatern |
| 1933 | Utroparen                              | De tre musketörerna Alexandre Dumas den äldre, Rudolf Schantzer, Ernst Welisch och Ralph Benatzky | Nils Johannisson  | Oscarsteatern |
| 1934 | Greve Hédouville                       | Paganini Paul Kneppler, Beda Jenbach och Franz Lehár                                              | Harry Stangenberg | Oscarsteatern |
| 1934 | Andreas Bruneder                       | Jungfruburen Alfred Maria Willner, Heinz Reichert, Franz Schubert och Heinrich Berté              | Nils Johannisson  | Oscarsteatern |